# کولونژ-لا-روژ
کولونژ-لا-روژ یک کمون در دپارتمان کورز در منطقه نوول-آکیتن فرانسه است.

## تاریخچه
راهبان شارو ابی در قرن هشتم میلادی معبدی را تأسیس کردند که باعث جذب جمعیتی از دهقانان، صنعتگران و تجار و رونق زندگی اطراف دیوارهای مستحکم خود شد. استقبال از زائران کمپوستلا از طریق روکامادو یک منبع سودبی پایان بود. در سال ۱۳۰۸ ویکنت تیورن حق صلاحیت دادگاه بالا، متوسط و پایین را اعطا کرد و به حاکم اجازه داد تا دادستان، وکیل و اسناد رسمی را شروع آغاز کند. منطقه به زودی برای جمعیت ورودی کوچک شد و حومه گسترش یافت. پس از جنگهای مذهبی، نوسازی اشراف ثروت مند همزمان با افزایش قدرت ویکنت بود.

## جمعیت
پس از فروش قلمرو ویکنت در سال ۱۷۳۸ میلادی و پس از انقلاب فرانسه که باعث تخریب ساختمان‌های معبد شد روستا دوباره دوره رونق کوتاهی را در اوایل قرن نوزدهم میلادی تجربه کرد. بعد از آن جمعیت به آرامی کاهش یافت و روستا به یک معدن سنگ تبدیل شد.
در آغاز قرن بیستم میلادی برخی از روستاییان انجمن دوستان کولونژ را تأسیس کردند و سرانجام در سال ۱۹۴۲ تمام روستا به عنوان اثر تاریخی تعیین گردید.

## مناظر
کولونژ-لا_روژ به طور کامل با ماسه سنگ قرمز ساخته شده است. موجودیت آن از قرن هشتم میلادی به لطف کمک مالی تعدادی از لیموژ های محله به صومعه شارو ابی اثبات شده است.
روستا عضوی از انجمن زیباترین روستاهای فرانسه و در واقع محل ایجاد انجمن می‌باشد. روستا یکی از پر بازدیدترین مکانهای نوول-آکیتن است.

### عمران معماری
تاریخ تأسیس بازار به قرن ۱۶ و ۱۷ میلادی بر می‌گردد و در فهرست آثار تاریخی به ثبت رسیده است.

#### خانه
- میسون-د-لا-سیرن دارای طاقی ایوانی است و قدمت آن به قرن ۱۶ بر می‌گردد. این خانه متعلق به هنری دو جونل یکی از نویسندگان همسر کولت است که در فهرست بناهای تاریخی قرار دارد. در تاریخ ۳ ژوئیه ۱۹۸۲ سه فرانک تمبر پستی به نمایندگی از میسون د لا سیرن صادر شد.
- یک دیر متعلق به قرن ۱۶ که از ۴ ژوئیه ۱۹۵۱ بخاطر نما با بالکن و سقف آن در فهرست بناهای تاریخی است.
- خانه تاریخی خواهران متعلق به قرن ۱۶ از ۴ژوئیه ۱۹۵۱ در فهرست بناهای تاریخی است.
- خانه بونیت متعلق به قرن ۱۶ یک بنای تاریخی بخاطر سقف و راه پله مارپیچ می‌باشد.

#### ساختمانهای اداری
- دادگاه باستانی شاتلیر (قرن ۱۶) یک بنای تاریخی که در ۱۳ دسامبر ۱۹۷۸ به ثبت رسیده است.
- سالن شهر تاریخی (با بخشهایی از قرن ۱۶و۱۷و۱۸ میلادی) بخاطر نما، سقف، سنگ، شومینه در۴ ژانویه ۱۹۵۱ به عنوان اثر ملی ثبت شده است.

#### قلعه‌ها، هتل‌ها و خانه‌های نجیب
- مونیور د واسیناک (قرن ۱۴ و ۱۶) یک بنای مستحکم تاریخی
- شاتو یا هتل دو فریاک یا هتل بوروال متعلق به قرن ۱۵ یک بنای تاریخی که در ۱۷ دسامبر سال ۱۹۲۶ به ثبت رسیده است.
- Château de Benge با بخشهایی از قرن ۱۶ و ۱۸ به عنوان یک بنای تاریخی ثبت شده است.
- قلعه موساک قرن ۱۵ و ۱۶ یک بنای تاریخی در ۱۷ دسامبر سال ۱۹۲۶ به ثبت رسیده است.
- شاتو-د-موتری با قطعات از قرن ۱۶ و ۱۹ یک بنای تاریخی است.
- Manoir de Beauvirie قرن ۱۶ یک بنای تاریخی
- Château de Beauregard قرن ۱۵ یک بنای تاریخی که در ۱۷ دسامبر سال ۱۹۲۶ به ثبت رسیده است.

### معماری نظامی
قدمت دیوارهای آن به قرن ۱۴ بر می‌گردد. درهای باستانی دیر و کلیسا هر دو در لیست آثار تاریخی قرار دارند.

### هنر مذهبی
کلیسا Saint-Pierre از قرن ۱۱، ۱۲ و ۱۵ با گنبد رومانتیک منحنی (یکی از قدیمی‌ترین کلیساها-منطقه ناحیه آکیتن) که در طول قرن ۱۶ در زمان جنگهای مذهبی فرانسه ترمیم شدهاست. نکته قابل ذکر آن دروازه تزئین شده با طبل‌های حکاکی شده در سنگ سفید مربوط به قرن ۱۲ میلادی (متضاد با رنگ قرمز بقیه روستا) نماد مسیح، مادرش و ۱۱ تن از حواریون. در طول جنگهای مذهبی مخفی و در سال ۱۹۲۳ جایگزین شد
یک مجسمه چوبی مسیح متعلق به قرن ۱۶ در سال ۱۹۷۱ کشف شد. یک بنای تاریخی با دو مجسمه مریم مقدس از قرن ۱۷ یا ۱۸ میلادی و مسیح چوبی بر روی صلیب که قدمت آن قرن ۱۷ ذکر شده است. کل کلیسا در ۴ مارس ۱۹۰۵ به عنوان اثر ملی ثبت شده است.

## نگارخانه

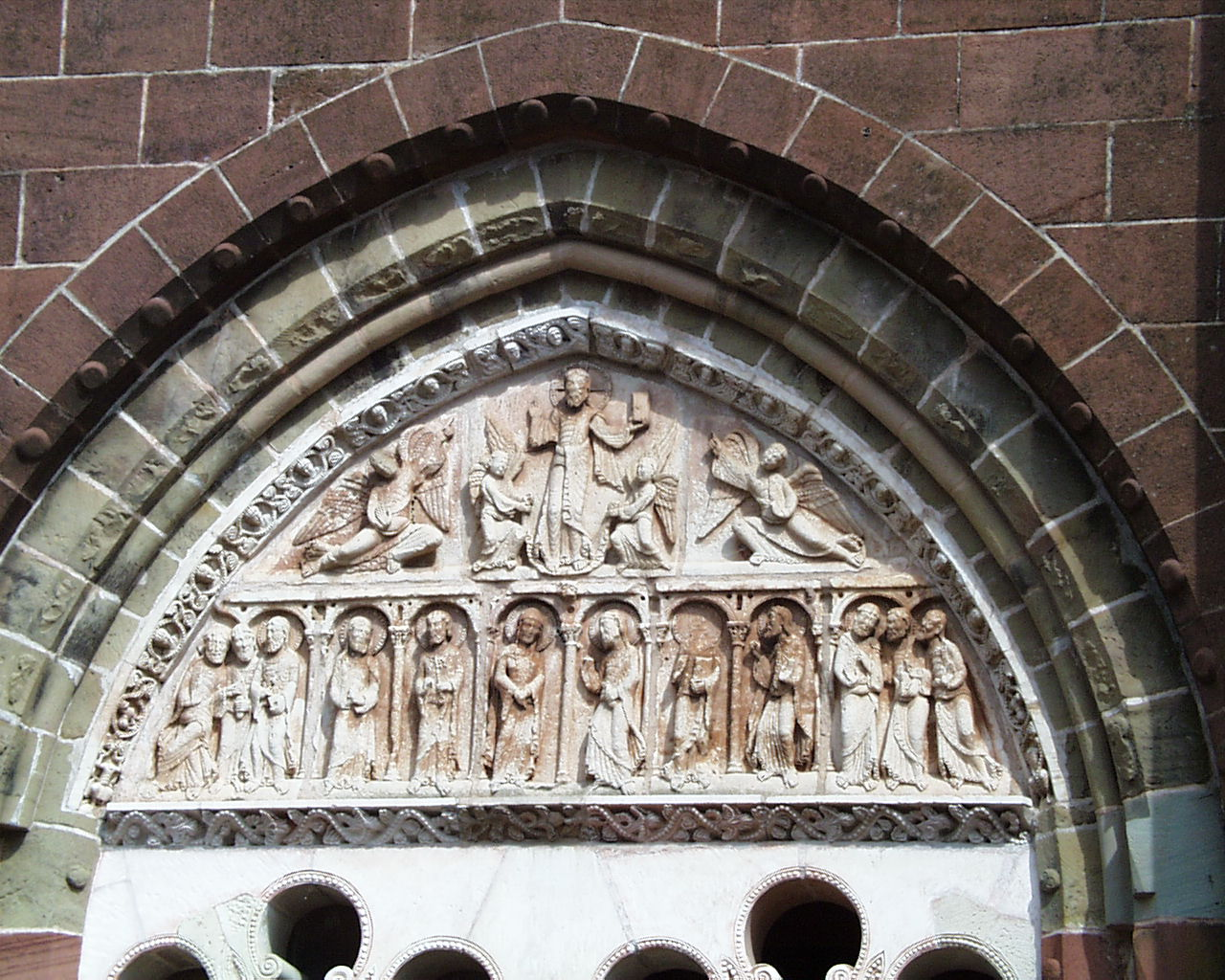
Tympanum کلیسا دروازه
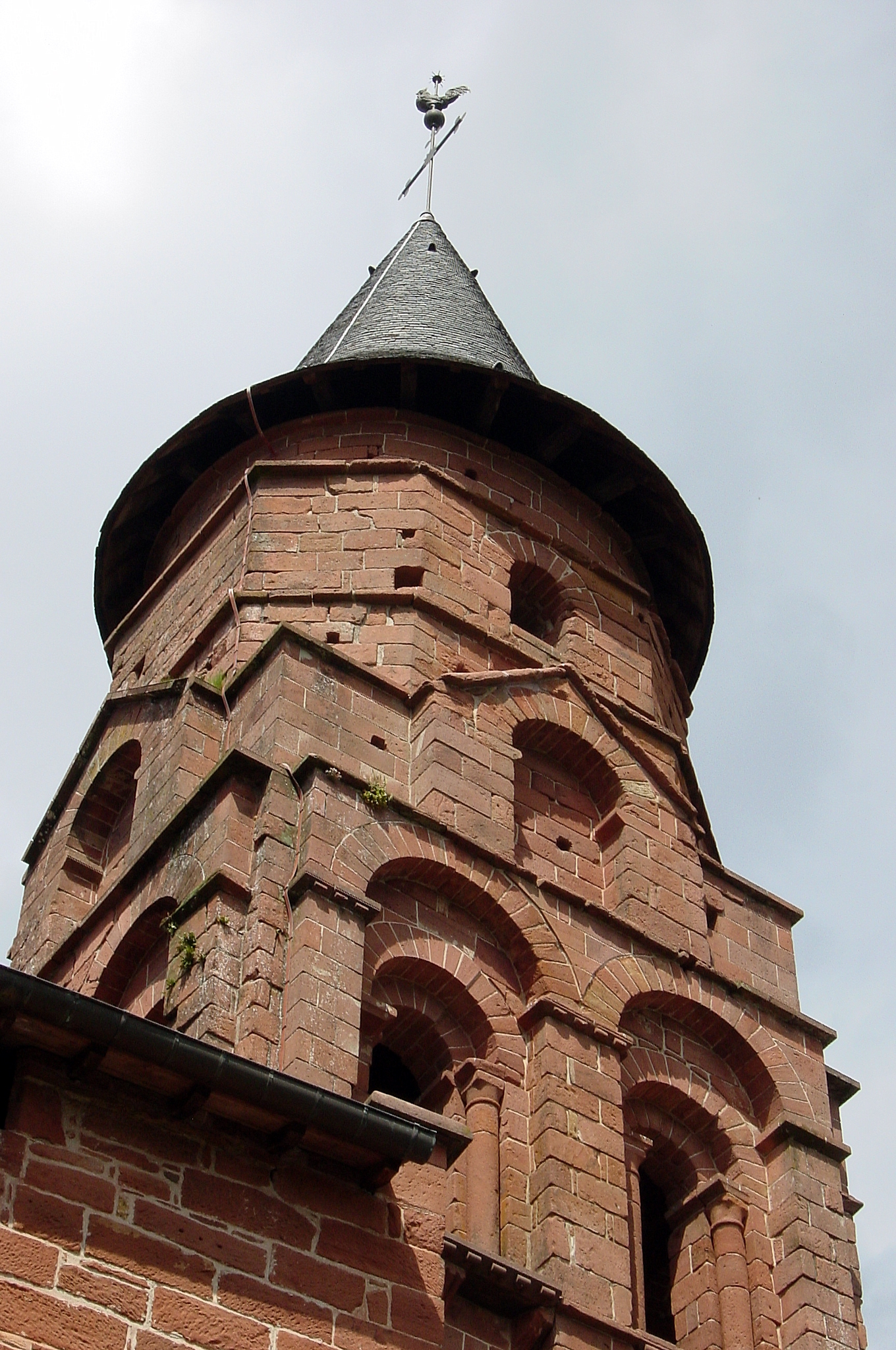
Saint-Pierre کلیسا کلیسا
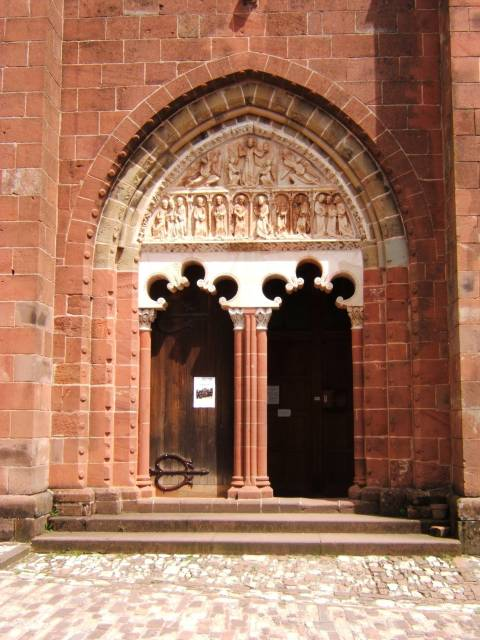
Saint-Pierre کلیسا دروازه
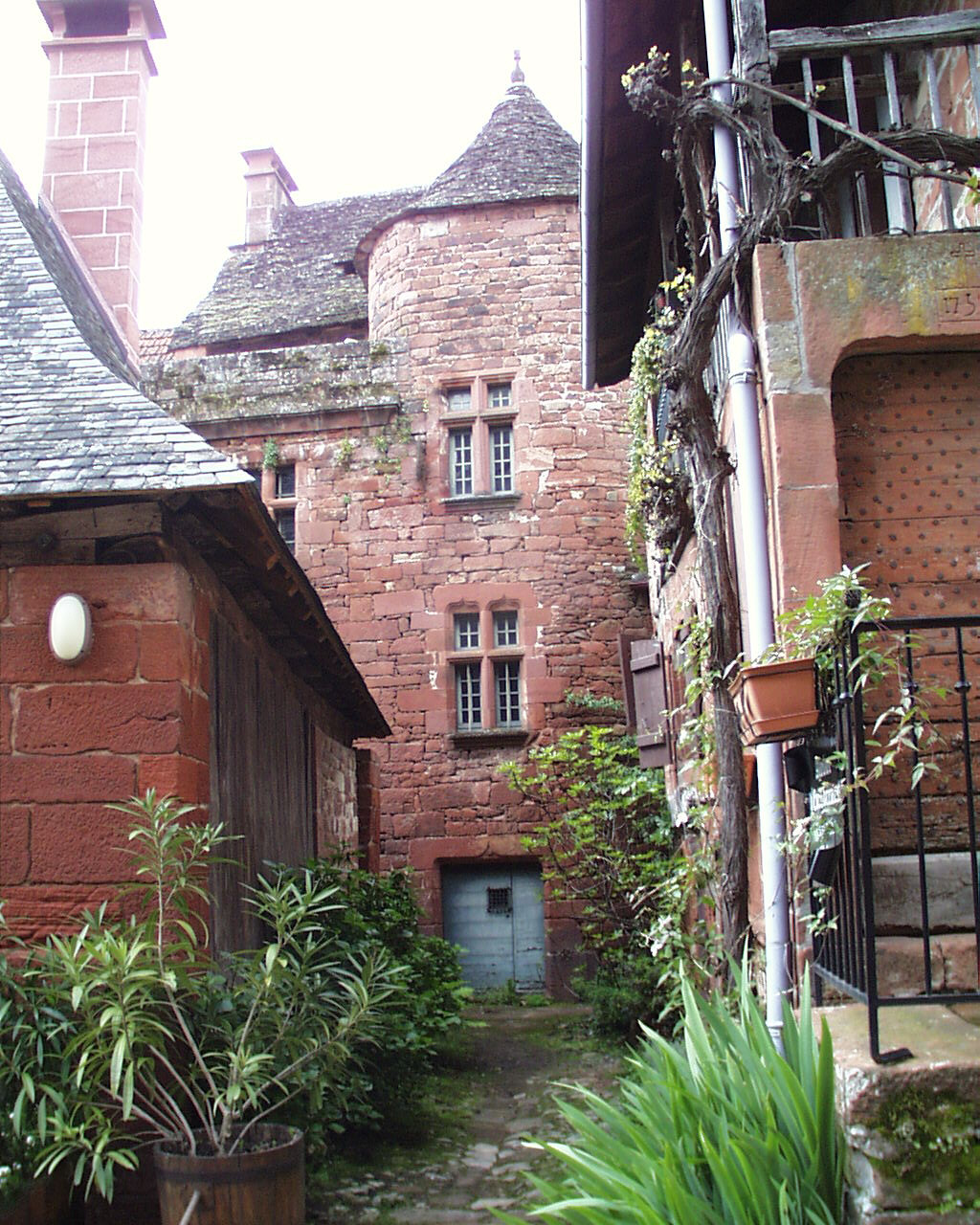
A street of Collonges-la-Rouge
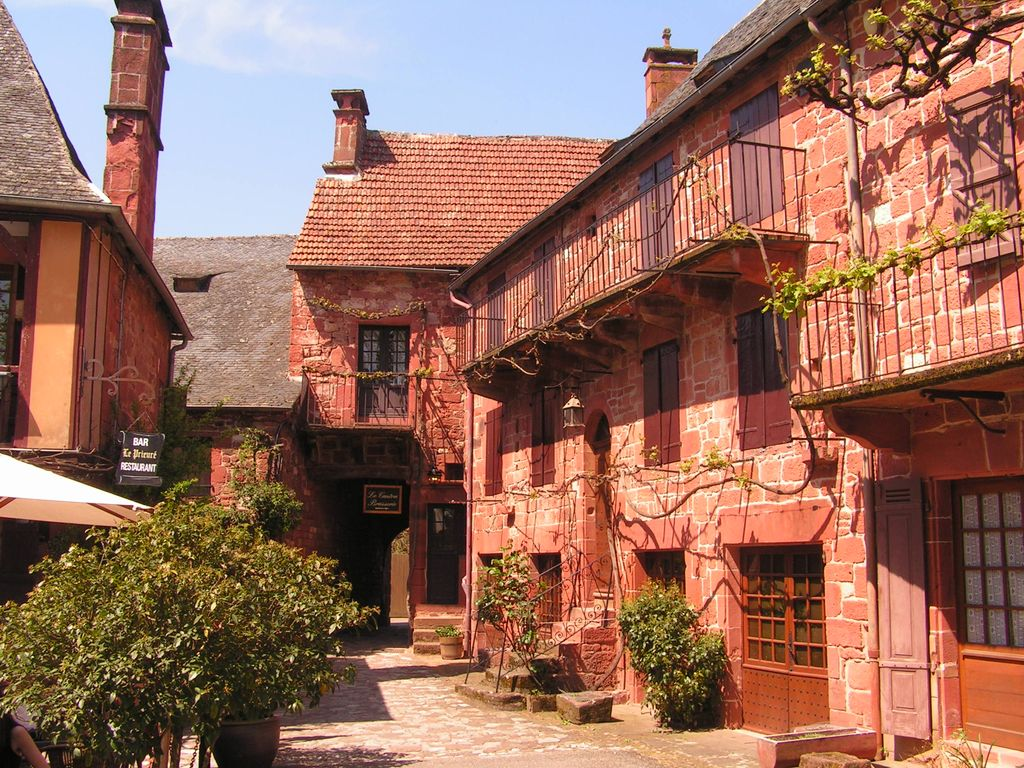
A street of Collonges-la-Rouge
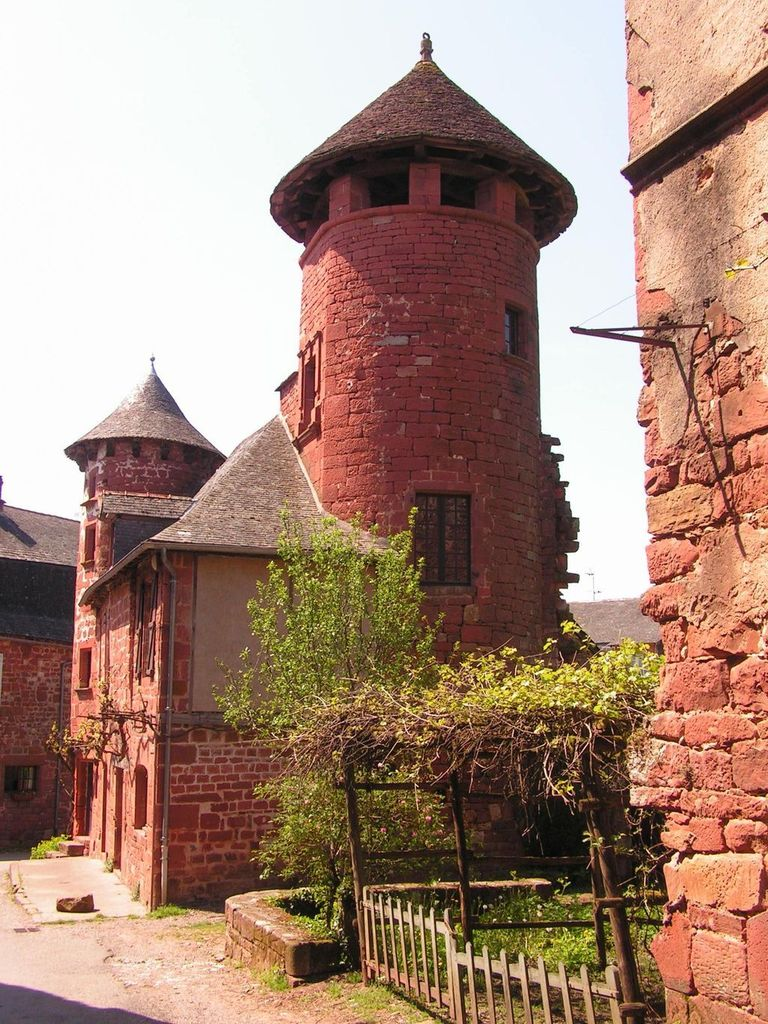
Towers
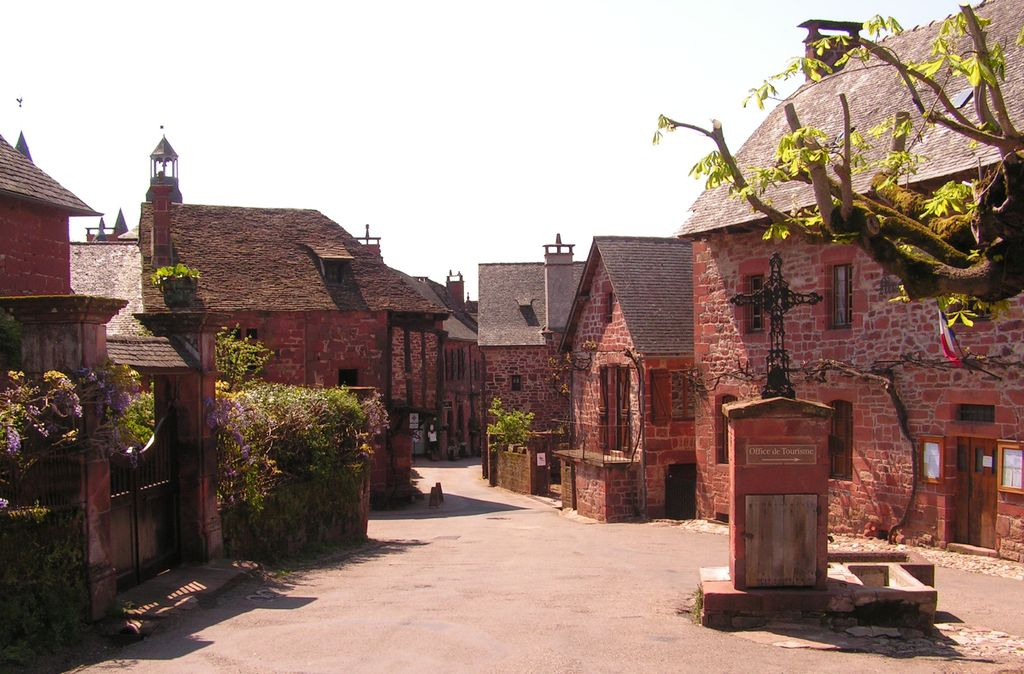
Place de Collonges-la-Rouge
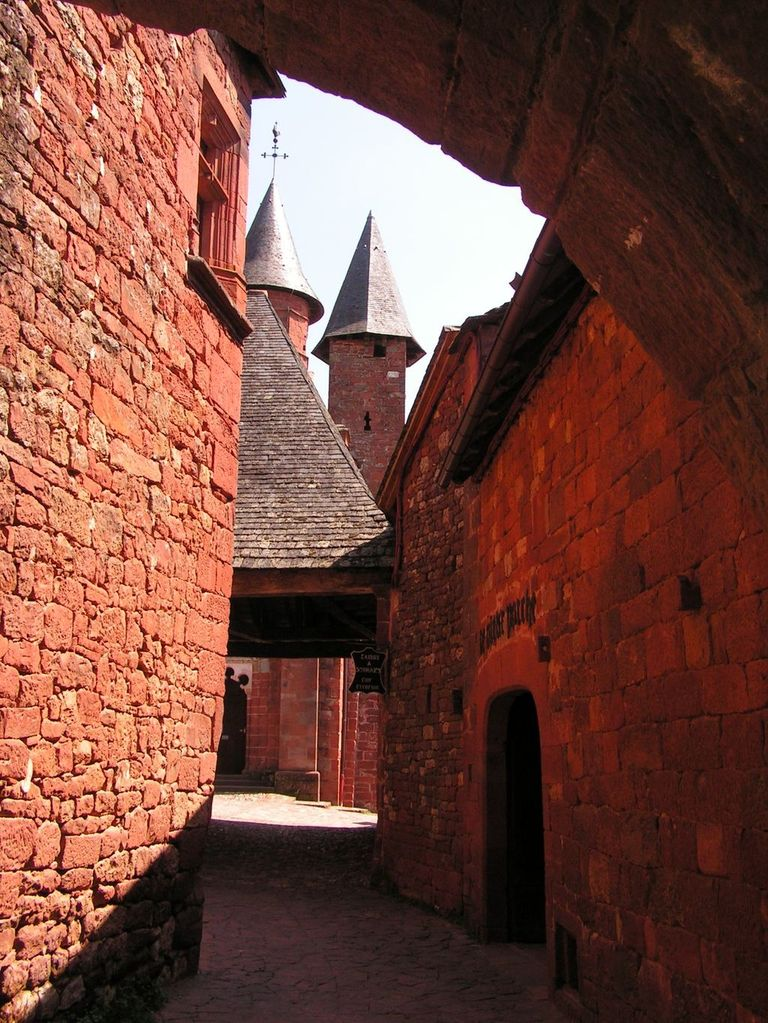
Church as seen under a porch
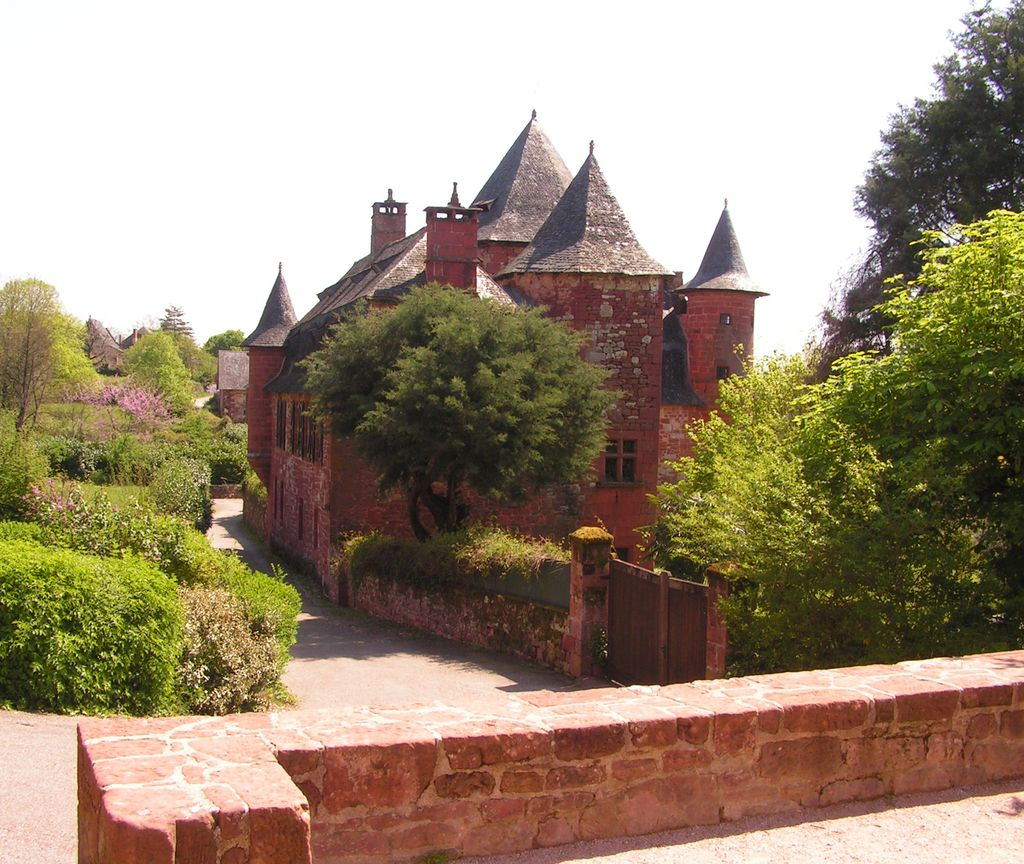
Castel de Vassinhac
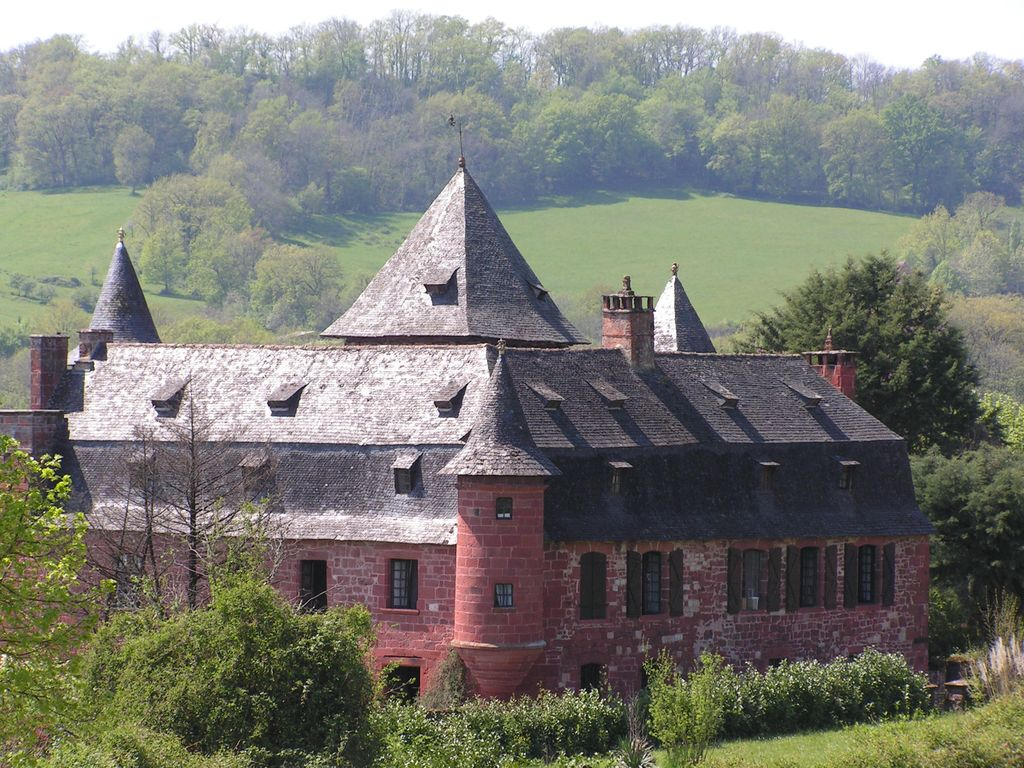
Castel de Vassinhac
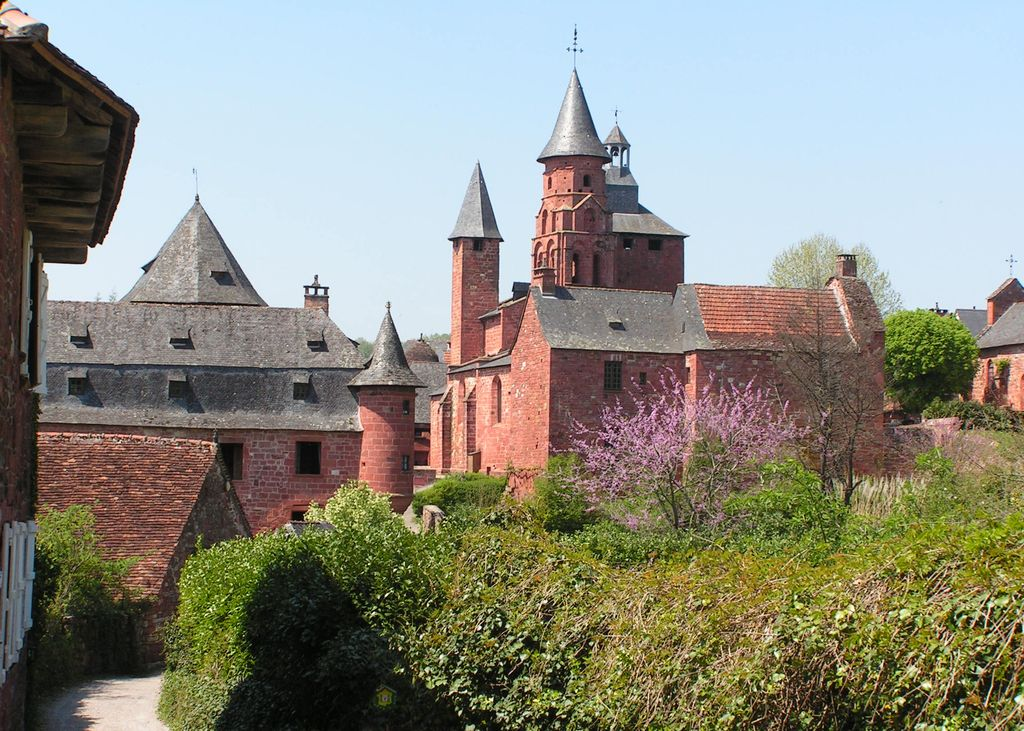
Castel de Vassinhac and church
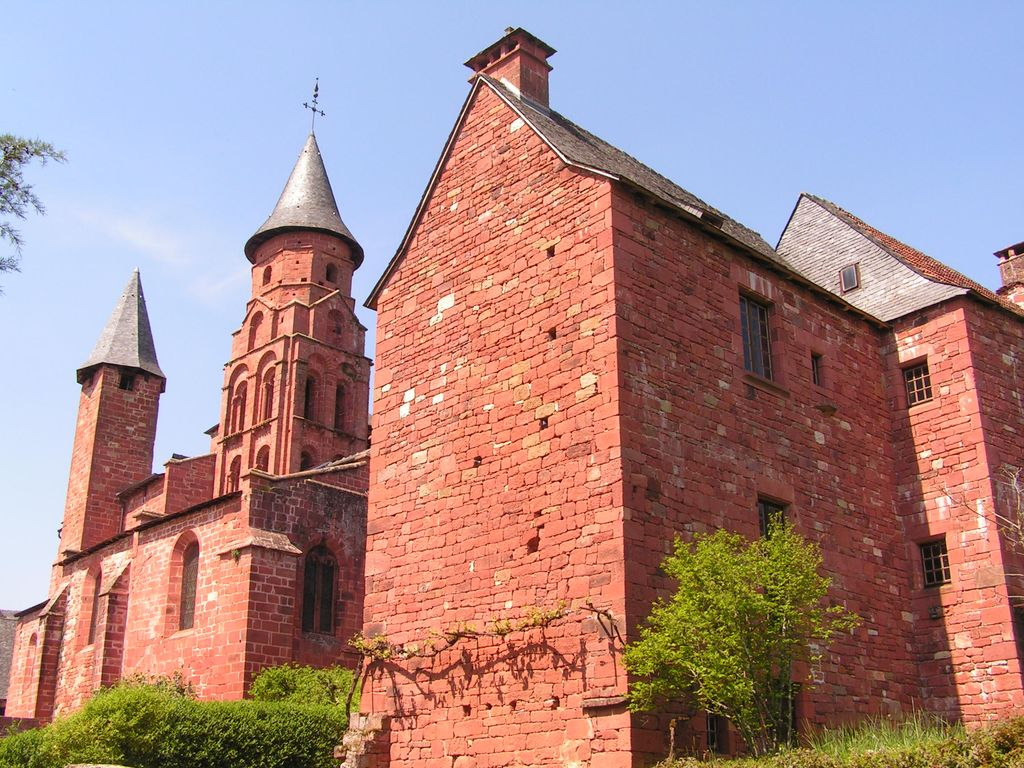
The back of the church
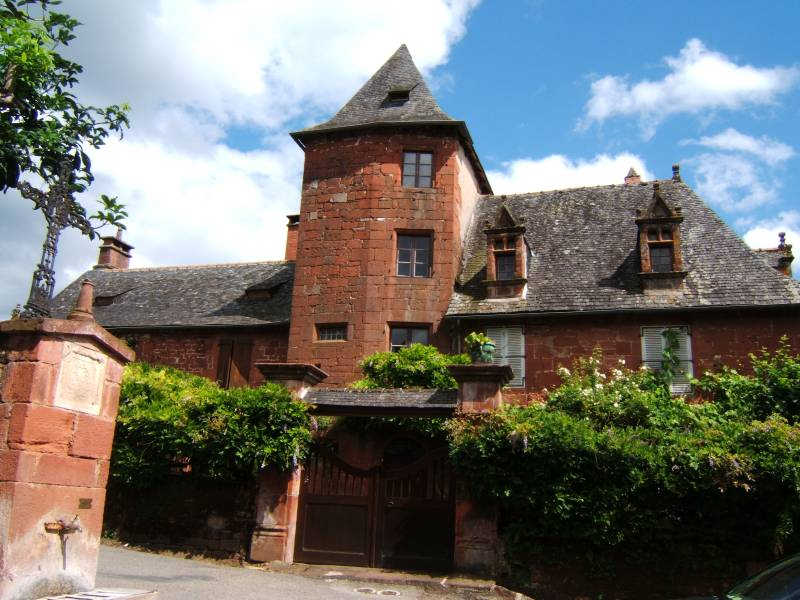
Maison de la Sirène